# 稲敷市立江戸崎中学校
稲敷市立江戸崎中学校（いなしきしりつえどさきちゅうがっこう）は、茨城県稲敷市にある公立中学校。

## 概要
旧江戸崎町内で唯一の中学校であり、全域が通学範囲であった。町合併後、稲敷市となった今でも市内4校で生徒数が最も多く、市を代表する学校となっている。場所は江戸崎市街地の中にあり、市役所が近い。

## 沿革
- 1947年（昭和22年） - 新制中学校開校
- 1960年（昭和35年）- 江戸崎町5校が統合。江戸崎町立江戸崎中学校として発足
- 1962年（昭和37年） - 校歌制定
- 1990年（平成2年） - 女子バスケットボール部が全国大会に出場
- 2001年（平成13年） - 男子バレーボール部が全国大会に出場
- 2005年（平成17年） - 江戸崎町が周辺3町村と合併。稲敷市立江戸崎中学校に改称[3]
- 2007年（平成19年） - 男子バレーボール部が全国大会に出場

## 生徒数
- 全校生徒数は345名（2021年度）
- 稲敷市内で生徒数が1番多いが、生徒数は減少傾向にある。

## 進学前小学校
- 稲敷市立江戸崎小学校
- 稲敷市立沼里小学校
- 稲敷市立高田小学校[2]

## アクセス
- 最寄りのバス停

「江戸崎」バス停
- 最寄りの幹線道路

茨城県道49号江戸崎新利根線